# União das Federações de Futebol de Língua Portuguesa
A União das Federações de Futebol de Língua Portuguesa é uma associação internacional, de federações de futebol de países que têm a língua portuguesa como idioma oficial. Foi criada em maio de 2022, em Lisboa, Portugal, por iniciativa das federações portuguesa (FPF) e brasileira (CBF). A associação foi inspirada na Comunidade dos Países de Língua Portuguesa (CPLP), existente desde 1996. 
A entidade tem por objetivo reforçar a cooperação entre os países membros no futebol, com iniciativas multilaterais que elevem o nível técnico e reforcem a contribuição do esporte para o desenvolvimento humano, econômico e social.
Além disso, ela busca avançar na progressiva afirmação internacional do conjunto das federações de futebol de língua portuguesa, principalmente com a decisão do 72º Congresso da FIFA, realizado em Doha, no Catar, em 31 de março de 2022, que incluiu o português como um dos idiomas oficiais da entidade.

## Membros
São membros fundadores da organização as federações de futebol de Angola, Brasil, Portugal, Moçambique, Cabo Verde, Guiné-Bissau e São Tomé e Príncipe. Além dos signatários, foram convidadas posteriormente as entidades de Guiné Equatorial, Timor-Leste e Macau.

## Fundação
O evento de fundação aconteceu em 21 de maio de 2022, na Cidade do Futebol, em Lisboa.
Estiveram presentes no evento: Artur Silva, Presidente da Federação Angolana de Futebol; Carlos Teixeira, Presidente da Federação de Futebol de Guiné-Bissau; Fernando Gomes, Presidente da Federação Portuguesa de Futebol; Feizal Sidat, Presidente da Federação Moçambicana de Futebol; Mário Semedo, Presidente da Federação Cabo-verdiana de Futebol; Adalberto Catembe, Vice-presidente da Federação Santomense de Futebol e Teresa Romão, Secretária-Geral da Federação Portuguesa de Futebol, além de diretores e outros integrantes da FPF. Representantes da UEFA e da FIFA também compareceram.

## Reuniões
A mais recente reunião dos membros da união desportiva ocorreu em 15 de maio de 2025, durante o 75º Congresso da FIFA, em Assunção, no Paraguai.

## Competições
A primeira competição organizada pela UFFLP foi a Cascais Luso Cup, que teve sua primeira edição em julho de 2024, em Portugal. O torneio de futebol sub-17 deu oportunidade a jovens dos países de língua portuguesa de demonstrarem o seu potencial e foi vencido pelo Brasil.